# Katghora
Katghora é uma cidade e uma nagar panchayat no distrito de Korba, no estado indiano de Chhattisgarh.

## Geografia
Katghora está localizada a 22° 30′ N, 82° 33′ L. Tem uma altitude média de 312 metros (1023 pés).

## Demografia
Segundo o censo de 2001, Katghora tinha uma população de 18 534 habitantes. Os indivíduos do sexo masculino constituem 51% da população e os do sexo feminino 49%. Katghora tem uma taxa de literacia de 62%, superior à média nacional de 59,5%: a literacia no sexo masculino é de 72% e no sexo feminino é de 52%. Em Katghora, 15% da população está abaixo dos 6 anos de idade.